# Scudda Hoo! Scudda Hay!
Scudda Hoo! Scudda Hay! (bra: Torrentes de Ódio) é um filme estadunidense de 1948, do gênero comédia romântica, escrito e dirigido por F. Hugh Herbert para a 20th Century Fox, baseado no romance homônimo de George Agnew Chamberlain.

## Sinopse
O filme conta a história de dois antagônicos meio-irmãos os quais vivem em uma fazenda no meio-oeste com a mãe. Um deles arranja um emprego como ajudante de um fazendeiro vizinho por cuja filha ele está apaixonado, embora ela encoraje os dois a competir por suas afeições.

## Elenco
- June Haver como Rad McGill
- Lon McCallister como Daniel "Snug" Dominy
- Walter Brennan como Tony Maule
- Anne Revere como Judith Dominy
- Natalie Wood como Eufraznee "Bean" McGill
- Robert Karnes como Stretch Dominy
- Henry Hull como Milt Dominy
- Tom Tully como Robert McGill
- G. Pat Collins como Mike Malone (não creditado)
- Marilyn Monroe como Betty (Garota deixando a igreja e cumprimentando Rad) (não creditada)
- Colleen Townsend como Garota deixando a igreja (não creditada)

## Participação de Marilyn Monroe
Depois de ter assinado com a 20th Century Fox como atriz contratada, Marilyn Monroe teve seu primeiro papel com falas interpretando Betty neste filme. Vestida com uma bata e descendo a escada de uma igreja, ela diz: "Oi, Rad" para a personagem de Haver, que responde: "Oi, Betty". Após o estrelato de Monroe, a 20th Century Fox começou a alegar que a única fala de Monroe no filme tinha sido cortada, uma história que a própria Monroe viria a repetir no programa de tv Person to Person em 1955. Mas o historiador de cinema James Haspiel diz que a fala está intacta, e que Marilyn também aparece em uma cena remando uma canoa junto com outra mulher.